# Чемпионат Саудовской Аравии по футболу
Чемпионат Саудовской Аравии по футболу (Саудовская Про-лига; араб. دوري المحترفين السعودي‎) — чемпионат профессиональных футбольных клубов Саудовской Аравии. Проводится с 1976 года.

## История
До конца семидесятых футбольные соревнования в Саудовской Аравии проходили только на региональном уровне, единственным общенациональным турниром был Кубок короля. В 1975 году, ввиду достаточного развития футбольной и транспортной инфраструктуры в стране, было решено организовать полноценный национальный чемпионат. Первоначально в чемпионате участвовало только 8 клубов.
В 1981 году было принято решение увеличить количество клубов и добавить второй дивизион. Поэтому в чемпионате сезона 1981/1982, известном как «рейтинг-лига», приняло участие 18 клубов, а по итогам сезона 8 лучших клубов остались в Премьер-лиге, а остальные 10 составили новый второй дивизион. Количество клубов в Премьер-лиге впоследствии было увеличено до 12 в сезоне 1984/1985.
В 1990 году было принято решение о реорганизации местных соревнований и внедрении профессионального футбола. Новый чемпионат, получивший название «Кубок лиги стража двух святых мечетей», проходил в два этапа: сначала клубы играли между собой в два круга, а затем 4 лучших из них участвовали в финальном этапе, названном «золотой квадрат». Клубам было разрешено приобретать игроков на профессиональной основе, что сделало лигу полупрофессиональной.
В 2007 году было решено разделить чемпионат на два этапа: Премьер-лига возвращается к стандартной системе игр между клубами в два круга, а для определения лучшего вводится новое соревнование под названием «Кубок чемпионов стража (служителя) двух святынь», в котором будут участвовать 6 лучших команд Премьер-лиги, а также победитель Кубка наследного принца Саудовской Аравии и победитель Кубка принца Фейсала. Данный формат чемпионата вступил в силу с сезона 2007/2008.

## Квалификация
Победитель Премьер-лиги, а так же команды, занявшие 2 и 3 места, получают право участвовать в Лиге чемпионов АФК, а 6 лучших команд право участвовать в Саудовском кубке чемпионов («Кубок чемпионов стража (служителя) двух священных мечетей»), в некоторых случаях это право получают так же 7-я и 8-я команды чемпионата.

## Призовые
- 1-е место — 2.500.000 риалов
- 2-е место — 1.500.000 риалов
- 3-е место — 1.000.000 риалов

## Список чемпионов Саудовской Аравии
| №  | Сезон   | Чемпион     |
| -- | ------- | ----------- |
| 1  | 1974/75 | Ан-Наср     |
| —  | 1975/76 | Отменён     |
| 2  | 1976/77 | Аль-Хиляль  |
| 3  | 1977/78 | Аль-Ахли    |
| 4  | 1978/79 | Аль-Хиляль  |
| 5  | 1979/80 | Ан-Наср     |
| 6  | 1980/81 | Ан-Наср     |
| 7  | 1981/82 | Аль-Иттихад |
| 8  | 1982/83 | Аль-Иттифак |
| 9  | 1983/84 | Аль-Ахли    |
| 10 | 1984/85 | Аль-Хиляль  |
| 11 | 1985/86 | Аль-Хиляль  |
| 12 | 1986/87 | Аль-Иттифак |
| 13 | 1987/88 | Аль-Хиляль  |
| 14 | 1988/89 | Ан-Наср     |
| 15 | 1989/90 | Аль-Хиляль  |
| 16 | 1990/91 | Аш-Шабаб    |
| 17 | 1991/92 | Аш-Шабаб    |
| 18 | 1992/93 | Аш-Шабаб    |
| 19 | 1993/94 | Ан-Наср     |
| 20 | 1994/95 | Ан-Наср     |
| 21 | 1995/96 | Аль-Хиляль  |
| 22 | 1996/97 | Аль-Иттихад |
| 23 | 1997/98 | Аль-Хиляль  |
| 24 | 1998/99 | Аль-Иттихад |
| 25 | 1999/00 | Аль-Иттихад |
| 26 | 2000/01 | Аль-Иттихад |
| 27 | 2001/02 | Аль-Хиляль  |
| 28 | 2002/03 | Аль-Иттихад |
| 29 | 2003/04 | Аш-Шабаб    |
| 30 | 2004/05 | Аль-Хиляль  |
| 31 | 2005/06 | Аш-Шабаб    |
| 32 | 2006/07 | Аль-Иттихад |
| 33 | 2007/08 | Аль-Хиляль  |
| 34 | 2008/09 | Аль-Иттихад |
| 35 | 2009/10 | Аль-Хиляль  |
| 36 | 2010/11 | Аль-Хиляль  |
| 37 | 2011/12 | Аш-Шабаб    |
| 38 | 2012/13 | Аль-Фатех   |
| 39 | 2013/14 | Ан-Наср     |
| 40 | 2014/15 | Ан-Наср     |
| 41 | 2015/16 | Аль-Ахли    |
| 42 | 2016/17 | Аль-Хиляль  |
| 43 | 2017/18 | Аль-Хиляль  |
| 44 | 2018/19 | Ан-Наср     |
| 45 | 2019/20 | Аль-Хиляль  |
| 46 | 2020/21 | Аль-Хиляль  |
| 47 | 2021/22 | Аль-Хиляль  |
| 48 | 2022/23 | Аль-Иттихад |
| 49 | 2023/24 | Аль-Хиляль  |
| 50 | 2024/25 | Аль-Иттихад |

## Титулы
| Поз | Клуб        | Титулы | Последний | Первый |
| --- | ----------- | ------ | --------- | ------ |
| 1   | Аль-Хиляль  | 19     | 2024      | 1977   |
| 2   | Аль-Иттихад | 10     | 2025      | 1982   |
| 3   | Ан-Наср     | 9      | 2019      | 1976   |
| 4   | Аш-Шабаб    | 6      | 2012      | 1991   |
| 5   | Аль-Ахли    | 3      | 2015      | 1978   |
| 6   | Аль-Иттифак | 2      | 1987      | 1983   |
| 7   | Аль-Фатех   | 1      | 2013      | 2013   |